# Estanys de Colieto
|  | No s'ha de confondre amb Estany de Colieto. |

Els Estanys de Colieto, o Estanyets de Colieto, són uns de petits estanys que es troben en el terme municipal de la Vall de Boí, a la comarca de l'Alta Ribagorça, i dins del Parc Nacional d'Aigüestortes i Estany de Sant Maurici.
Els llacs estan situats a 2.372 metres d'altitud, a la part mitjana de la Vall de Colieto, a l'est del Bony dels Estanyets de Colieto, per sota del Pòrt de Colomèrs. Drenen cap a l'Estany Tort de Colieto a llevant.

## Rutes[2]
Coincideix amb la que porta al Pòrt de Colomèrs des del Refugi Joan Ventosa i Calvell: passant pel Bassot de Colieto i l'Estany Gran de Colieto, abandonant el tàlveg de la vall al sud del Bony dels Estanyets de Colieto per seguint direcció est, vorejant després l'Estany Tort de Colieto per la riba oriental, per trobar els estanyes a peus del Bony dels Estanyets de Colieto.